# Bitwa pod Mons (1914)
Bitwa pod Mons – bitwa stoczona 23 sierpnia 1914 roku. Została stoczona przez wysłane na kontynent wojska Brytyjskiego Korpusu Ekspedycyjnego. W skład sił wchodziły Brytyjczycy wspomogli w ten sposób cofających się pod naporem przeważających sił niemieckich Belgów, zatrzymując natarcie niemieckiego II Korpusu.

## Historia
20 sierpnia 1914 żołnierze brytyjscy dostali rozkaz podejścia pod Mons. Bitwa okazała się zwycięstwem jedynie taktycznym, na skutek klęski sojuszniczej 5 Armii Francuskiej w bitwie pod Charleroi, aby nie dopuścić do ich oskrzydlenia całość wojsk Ententy musiała się wycofać z większości terytorium Belgii.
Z bitwą wiąże się legenda o Aniołach z Mons.